# Auguste Lambermont

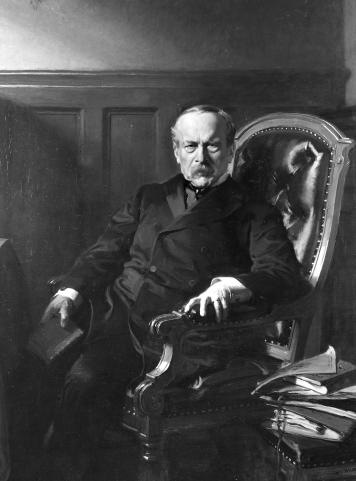
Auguste Lambermont

François Auguste baron Lambermont (Limelette, 25 maart 1819 – Brussel, 6 maart 1905) was een Belgisch topambtenaar, diplomaat en minister van Staat.

## Jeugd en studies
Auguste was de zoon van François Joseph Lambermont die burgemeester was van de Brabantse gemeente Dion-le-Val. Hij was voorbeschouwd om priester te worden en ging het voorbereidende seminarie binnen te Floreffe. Hij verliet al vlug het seminarie om aan de universiteit van Leuven rechten te gaan studeren. Ook deze studies zette hij stop om voor een militaire carrière te kiezen.

## Militaire carrière
Hij deed ingangsexamen aan de Koninklijke Militaire School en ging in 1838 in dienst bij het Spaanse leger waar hij het bracht tot adjudant van kolonel Durando die vocht tegen de carlisten tijdens de Eerste Carlistische Oorlog. Hij werd hiervoor onderscheiden met het ridderschap van de Orde van de Heilige-Ferdinand en de Verdienste.

## Carrière bij Buitenlandse Zaken
Terug in België slaagde Lambermont in 1842 in het diplomatieke examen en trad in dienst bij het Ministerie van Buitenlandse Zaken. Hij ging terug studeren aan de universiteit waar hij zijn kandidaatsdiploma in de rechten behaalde. Hij doorliep met succes de graden van bureauchef en afdelingschef en werd in 1850 benoemd tot directeur Buitenlandse Handel. In 1859 werd hij benoemd tot secretaris-generaal van Buitenlandse Zaken. Hij zou dit blijven tot aan zijn dood in 1905.
Hij was een voorstander van het economisch liberalisme en wilde af van de protectionistische koers die België tot dan toe op het gebied van de buitenlandse handel gevaren had. Lambermont was een van de stuwende krachten om de Belgische markt te openen voor de handel met de buurlanden om zo stilaan te evolueren naar een vrije markt.
Zijn grootste verwezenlijking realiseerde hij in 1863 toen hij een cruciale rol speelde in de onderhandelingen om de Scheldetol van Nederland af te kopen. Hierdoor kon de haven van Antwerpen opnieuw tot bloei komen. Na de ondertekening van de overeenkomst op 15 juli van dat jaar kreeg hij van koning Leopold I de baronstitel.
De jaren nadien bleef hij verder ijveren om de internationale positie van België te verstevigen. Lambermont was medeverslaggever op de Koloniale Conferentie van Berlijn in 1884-1885 waar beslist werd om Kongo-Vrijstaat op te richten. De kolonie werd een persoonlijk bezit van koning Leopold II. De koning benoemde hem dat jaar uit dankbaarheid tot minister van Staat. In 1889-90 was hij voorzitter van de conferentie tegen de slavenhandel te Brussel.
In 1902 werd Lambermont gevierd omwille van zijn 60-jarige dienst op het Ministerie van Buitenlandse Zaken. Hierbij kwam koning Leopold II persoonlijk naar het ministerie om zijn trouwe en hardwerkende functionaris te feliciteren. De laatste jaren van zijn leven hield Lambermont zich bezig met de diplomatieke en politieke opleiding van prins Albert die na de dood van Leopold II de volgende koning zou worden.
Op 6 maart 1905 kreeg hij op het ministerie een hersenbloeding en overleed nog diezelfde dag.

## Huldebetuigingen
- Er zijn verscheidene straten naar hem genoemd, onder andere in Brussel, Schaarbeek en Rixensart.
- In 1889 werd op initiatief van koning Leopold II als dank voor zijn lange staat van dienst het station Profondsart op de spoorlijn 161 (Brussel-Namen) geopend zodat Lambermont gemakkelijker zijn familie kon bezoeken.
- In 1912 werd in Antwerpen een monument opgericht en werd de Lambermontplaats naar hem vernoemd als dankbaarheid van de stad voor het werk dat Lambermont verricht had om de Scheldetol af te kopen van Nederland.
- De ambtswoning van de eerste minister, het Lambermontgebouw, is naar hem genoemd.

## Voetnoot
1. ↑  rouwbrief. Gearchiveerd op 30 oktober 2016.